# Гонг
Гонг (индон.  и малайск.  звукоподражательное gong) — ударный музыкальный инструмент, представляющий собой литой или кованый диск из бронзы или латуни, по которому ударяют специальной колотушкой. Диаметр 15—100 см и более. Обычно гонг подвешивается на стойку, небольшие по весу гонги могут удерживаться в руке, а специальные котловидные гонги располагаются в горизонтальном положении.
Традиционный инструмент Юго-Восточной и Восточной Азии. Также распространён в Южной и Центральной Азии. Используется как сигнальный инструмент. В буддизме и индуизме инструмент религиозного культа. На одном или нескольких гонгах играют в народных ансамблях и оркестрах. Гонг сопровождает театральные (в том числе кукольные, в театре теней) и оперные представления, пение и танцы. Один из символов власти.
С конца XVIII века инструмент европейского симфонического оркестра. Небольшой настольный тарелочный или цилиндрический гонг (колокол) используется как сигнальный инструмент в некоторых видах спорта — в боксе, борьбе и спортивной гимнастике.

## История
Предположительно происходит из Передней Азии. Самые ранние образцы II века до нашей эры найдены при археологических раскопках на юго-востоке Китая. Центры производства азиатских гонгов находятся в Китае, Таиланде, Вьетнаме, Мьянме и Индонезии (на острове Ява).
С XVII века гонг входил в состав турецких военных оркестров мехтер-хане.

## Китайские гонги
Основные формы и виды гонгов:

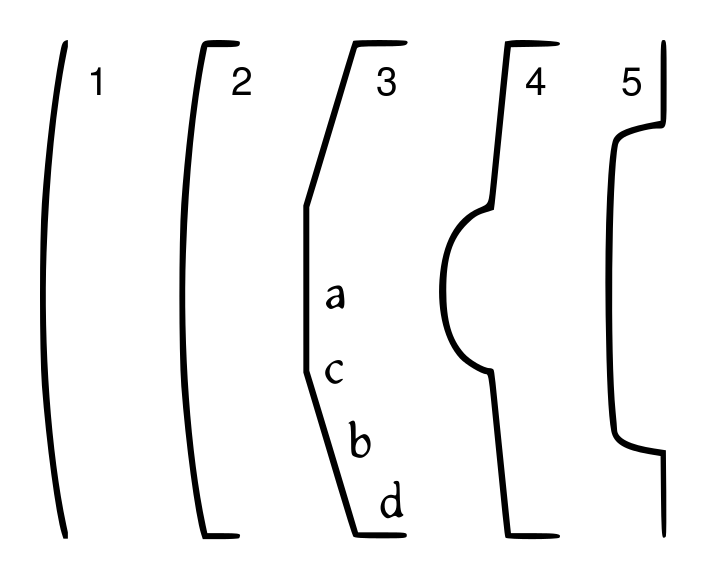

1. Плоские или слегка выпуклые гонги с незагнутыми краями, как тарелки
- Fēngluó (англ. wind gong — ветреный гонг). В зависимости от размера и техники ударов звучание может быть ревущим, грохочущим и шипящим. Иногда используется в китайской опере при появлении на сцене божеств или привидений.

2. Плоские или слегка выпуклые с загнутыми краями
- Chāoluó (chau gong — чау-гонг) или Dàdīluó (большой низкозвучащий гонг) — на Западе известен под названием Тамтам.
- Zhǎngluó (ладонный гонг), Yuèluó (лунный гонг) или Jiàoluó (гонг-звонок) — диаметром 8—12 см. При игре помещается в ладонь.

3. Гонги с плоским выступом в центре и загнутыми краями
Их форма состоит из следующих частей:
a. Выступающая вперёд плоская центральная часть.
b. Периферийная часть в виде склона между центральной частью и краями гонга.
c. Изгиб на границе центральной и периферийной части.
d. Загнутые края, образующие обод гонга.
Как правило это гонги небольшого размера, удерживаемые при игре в руке. Наиболее типичными из них являются парные оперные гонги.
- Xiǎoluó (малый гонг) — диаметром около 21 см. После удара по гонгу высота его звучания повышается. Используется при появлении на сцене второстепенных персонажей и для подчёркивания комичного характера происходящего.
- Dàluó (большой гонг) или Jīngluó (пекинский гонг) — диаметром 30—36 см. После удара высота звучания понижается. Применяется при появлении главных персонажей и в другие ключевые моменты сюжета.
- Shímiànluó (десятиликий гонг) — набор гонгов с неопределённой высотой звучания. Маленькие гонги полностью плоские, гонги побольше — с плоским выступом в центре. Распространён в провинции Чжэцзян. Конструктивно схож с юньло (см. ниже).

4. С шишкообразным выступом в центре и загнутыми краями
- Mángluó, Rǔluó (сосковый гонг) или Bāoluó (шишечный гонг). Удар по выступу даёт мягкое звучание определённой высоты. Используется малыми народами провинции Юньнань.

5. Плоские гонги с выступающими краями, похожими на поля шляпы
- Yúnluó, юньло (облачный гонг) — набор небольших гонгов с определённой высотой звучания. Традиционный юньло представляет собой деревянную раму с десятью ячейками, в которых подвешиваются маленькие гонги. Чтобы гонги сильно не раскачивались их закрепляют тремя-четырьмя верёвками. Рамка удерживается в руке или ставится на стол (аналогичный инструмент в монголии и бурятии называется дуударма). Современный оркестровый вариант юньло устанавливается на пол и состоит из 37 гонгов с диапазоном звучания от соль первой октавы до соль четвёртой. Звучание похоже на оркестровые колокола и колокольчики.

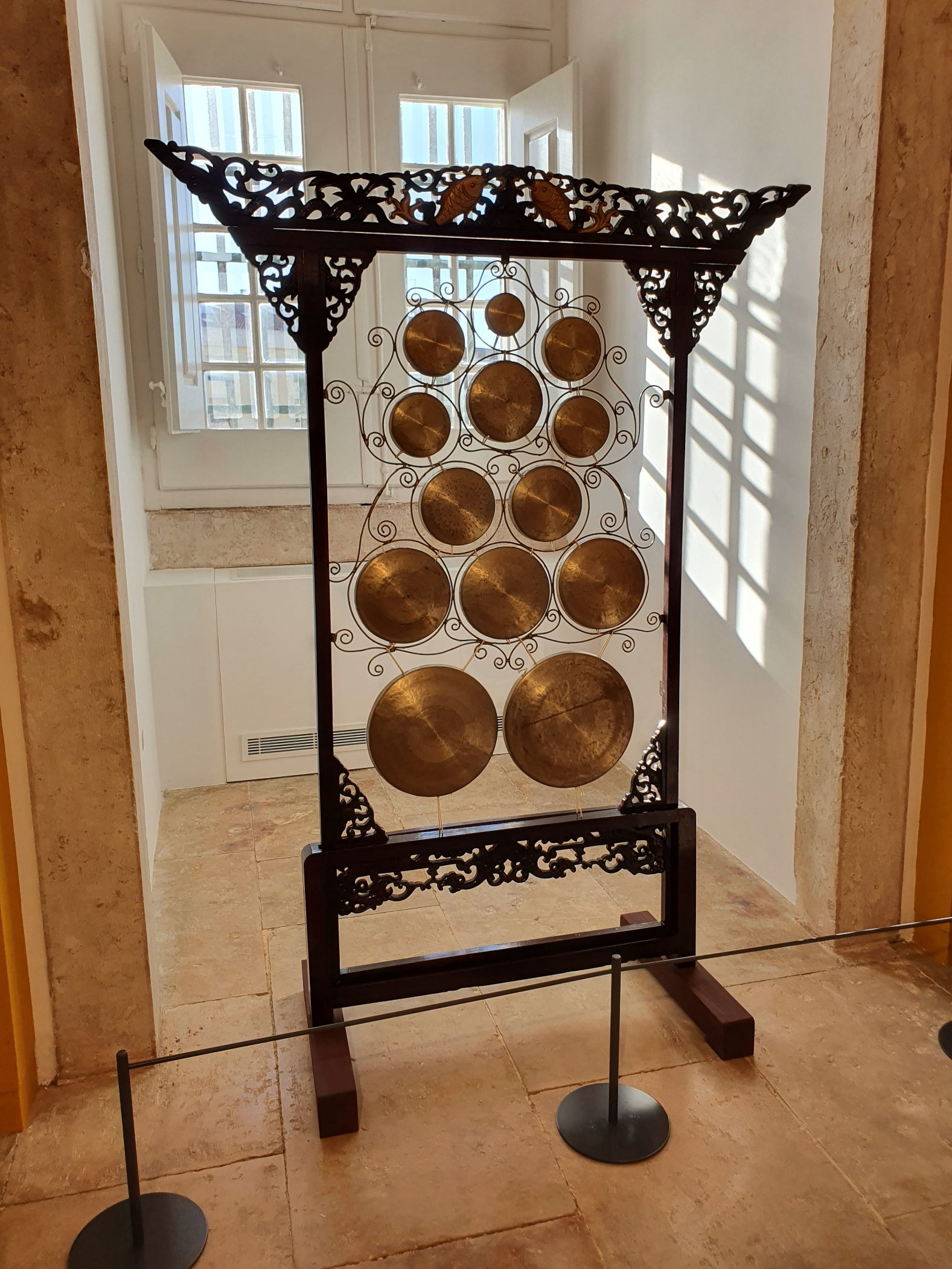
Shímiànluó
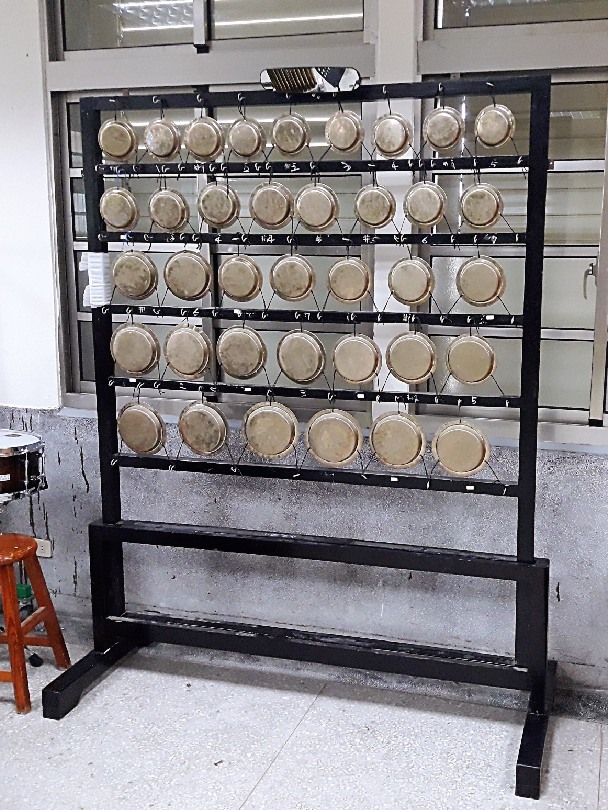
Оркестровый юньло
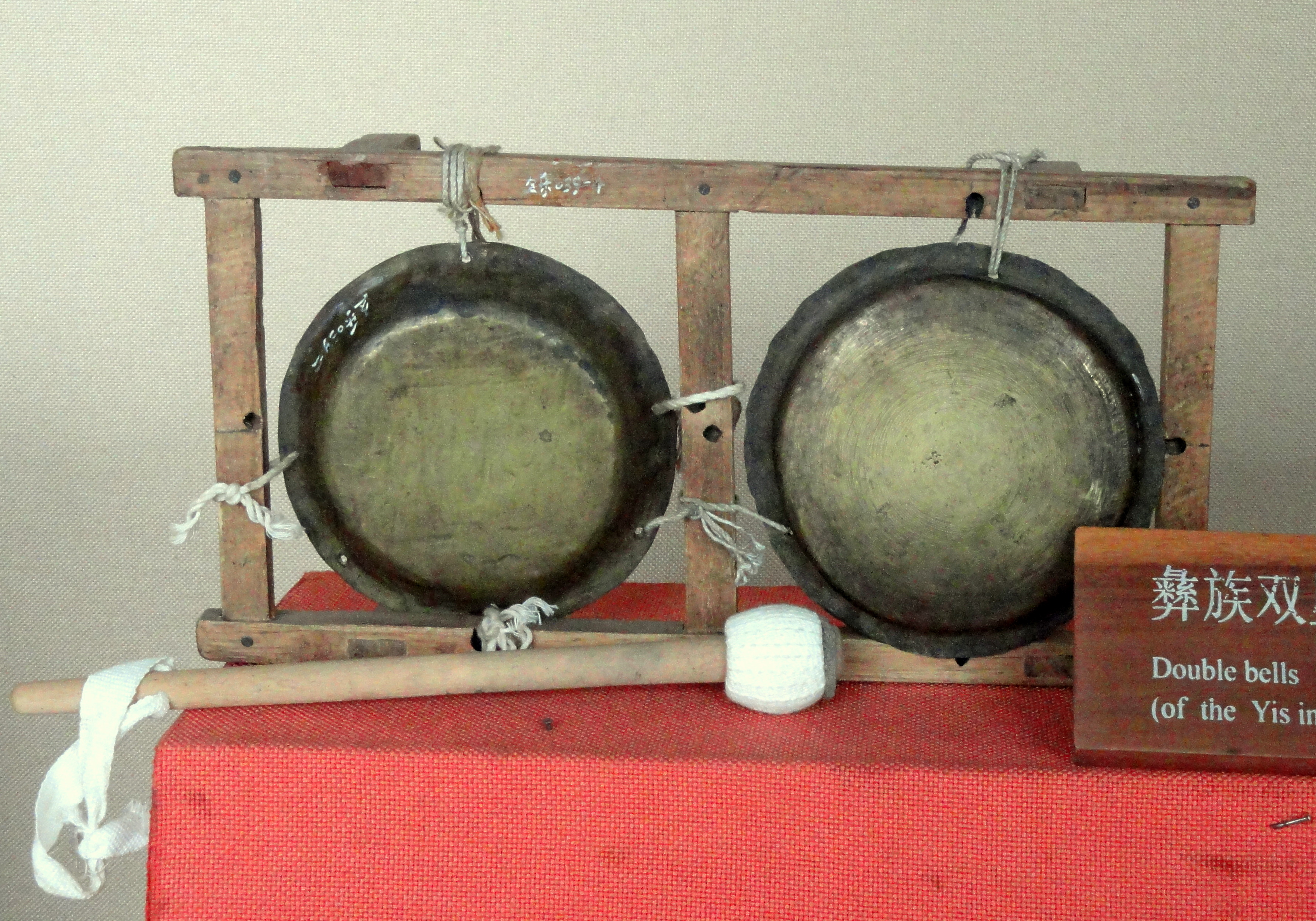
Парные гонги с выступающими краями из провинции Юньнань

### Тамтам
Тамтам — название большого китайского гонга chāoluó, использующегося в симфоническом оркестре. Диаметр 90—120 см, в редких случаях может быть больше и достигать 150 см. Толщина 8—10 мм. Также существуют малые тамтамы размерами от 50—60 см, звучание которых сильно отличается от стандартного большого тамтама. Центральная часть тамтама широкая и плоская, несколько выступающая вперёд. Периферийная в виде более узкого склона. Края загнуты примерно под прямым углом, образуя обод гонга. Поверхность тамтама полируется таким образом, что в центре и по краям остаются тёмные участки, покрытые оксидом меди. Ударная часть колотушки цилиндрическая (например диаметром 11,8 см и высотой 8 см) или шаровидная, с твёрдым каучуковым сердечником, обтянутым войлоком.
Звук неопределённой высоты, низкий, мощно рокочущий, богатый обертонами. Долго вибрирует после удара, создавая многократные волны нарастания и затухания. Характер звучания тамтама мрачный и таинственный на пианиссимо, грозный и устрашающий на фортиссимо. В оркестре (особенно оперном) он в основномиспользуется в драматических и кульминационных сценах. Например в опере Глинки «Руслан и Людмила» тамтам звучит в момент похищения Людмилы злым волшебником Черномором, в «Чародейке» Чайковского — после убийства князем своего сына, в «Шехеразаде» Римского-Корсакова — когда корабль Синдбада-морехода разбивается о скалы, а в «Князе Игоре» Бородина — при внезапном наступлении темноты.
Первыми классическими произведениями с использованием тамтама стали «Траурный марш на смерть Мирабо» Ф. Ж. Госсека (1791) и опера «Ромео и Джульетта» Штейбельта (1793). В русской оркестровой музыке впервые применён О. А. Козловским в «Реквиеме» на смерть С. А. Понятовского (1798) и в музыке к трагедии В. А. Озерова «Фингал» (1805).

Для симфонического оркестра гонг является эпизодическим инструментом, использующимся в небольшом количестве музыкальных произведений. Кроме того, за счёт своей очень большой выразительности, подходящей для озвучивания только особых моментов, на всём протяжении произведения может прозвучать не более 1—3 ударов в него. Исключение составляют случаи имитации звона большого колокола, когда следует череда выдержанных ударов точно в центр инструмента. По причине редкого использования гонг может отсутствовать в составе некоторых оркестров.

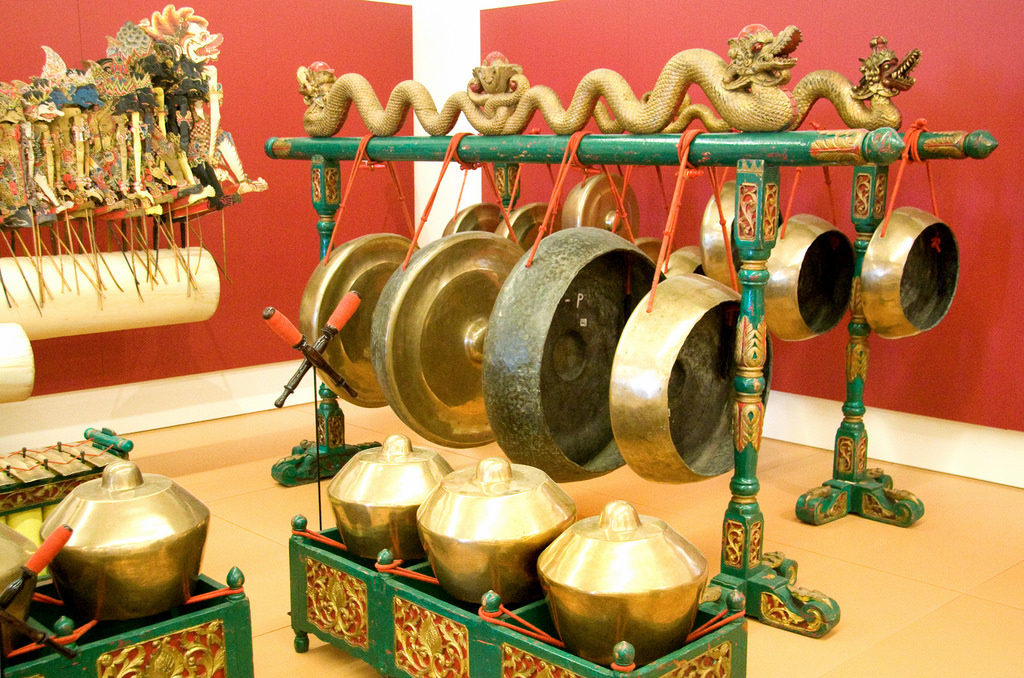
Подвесные и лежачие яванские гонги гамелан-оркестра

## Яванские гонги
Яванский (таиландский, сиамский) — гонг с шишкообразным выступом в центре и загнутыми краями. Удар по выступу даёт ясный, определённый по высоте звук. Удар по краю — менее концентрированное шумящее звучание. Вместе с тамтамом небольшой яванский гонг применяется в симфоническом оркестре.
Кроме вертикально подвешиваемых гонгов существуют яванские котловидные гонги , располагаемые горизонтально. Из 4—19 таких разнонастроенных гонгов состоит музыкальный инструмент бонанг. Подвесные и лежачие гонги составляют основу индонезийского и малайзийского гамелан-оркестра, а также оркестров Таиланда (пипхат), Лаоса и Камбоджи (пинпеат), Бирмы (саин), Филиппин (кулинтанг).